# ساليكورنيا بيجيلوفي
ساليكورنيا بيجيلوفي هو نوع من النباتات المزهرة في عائلة أمارانتاسيا المعروفة بالأسماء بمختلف نبات القزم موطنها الأصلي المناطق الساحلية في شرق وجنوب الولايات المتحدة وبليز وسواحل المكسيك الشرقية والغربية. وهو نبات من نباتات المستنقعات المالحة التي تنمو نمو في المياه المالحة. إنه عشب سنوي له جذعًا منتصبًا متفرعًا يتم توصيله في العديد من السلاسل الداخلية يمكن أن يصل الجذع السمين والأخضر إلى الأحمر إلى حوالي 60 سم في الارتفاع. عادة ما تكون الأوراق صغيرة وتدمج أزواج منها في شريط حول الساق. تتكون كل زهرة من جيب مدمج من الكأس يحيط بالأسدية والوصمات بدون بتلات. الثمرة عبارة عن كيس يحتوي على بذور صغيرة.

## الاستخدامات
يكتسب هذا النبات اهتمامًا علميًا لقدرته على العمل كمحصول زيتي يمكن زراعته في البيئات الصحراوية والحفاظ عليه بمياه تحتوي على مستويات عالية من الأملاح. وهو مصدر زيت الساليكورنيا والنبات ينتج نسبه تصل إلى 33٪ زيت. يحتوي زيت الساليكورنيا على ما يصل إلى 79٪ من حمض اللينوليك يمكن استخدامه كزيت للطبخ وبديل للزيوت الأكثر قيمة في علف الدجاج. يمكن إطعام الحيوانات الأليفة النبات كعلف يمكن أن يكون النبات أيضًا مصدرًا للوقود الحيوي.